# Spindelsalmler
Spindelsalmler (Acestrorhynchus: Gr.: akestra = Nadel, rhyngchos = Kiefer) sind eine Gattung von Süßwasserfischen aus der Ordnung der Salmler. Ihr Verbreitungsgebiet liegt im nördlichen Südamerika in den Stromgebieten des Amazonas und des Orinoco. Drei Arten leben auch noch im Rio São Francisco, und im System von Río Paraná, Río Paraguay und Río de la Plata. Die Fische leben vor allem in der Nähe der Ufer und in Seen, die kleinsten Arten finden sich in den igarapés genannten kleinen Flüssen und Bächen des Amazonasgebietes.

## Merkmale
Acestrorhynchus-Arten werden 3,5 bis 40 Zentimeter lang. Sie haben einen hechtartigen, langgestreckten, mit relativ kleinen Schuppen bedeckten Körper und ein großes, tief gespaltenes Maul. Es sind Raubfische, die auf Fischnahrung spezialisiert sind. Die Bezahnung auf dem Prämaxillare (Vorderteil des Oberkiefers), dem hinteren Teil des Maxillare (Oberkieferknochen) und des Dentale (Unterkieferknochen) besteht aus großen, konischen Fangzähnen. Bei einigen Arten finden sich auf dem Ectopterygoid und dem Mesopterygoid kleinere bzw. winzige konische Zähne. Bei geschlossenem Maul bedeckt das erste Infraorbitale das Maxillare. Auf dem Premaxillare befindet sich ein Ausläufer des Seitenlinienorgans.
Die Rückenflosse steht hinter der Körpermitte und ist der Schwanzflosse näher als dem Kopf, die Afterflosse ist sichelförmig.

## Arten
Es gibt 15 Arten:

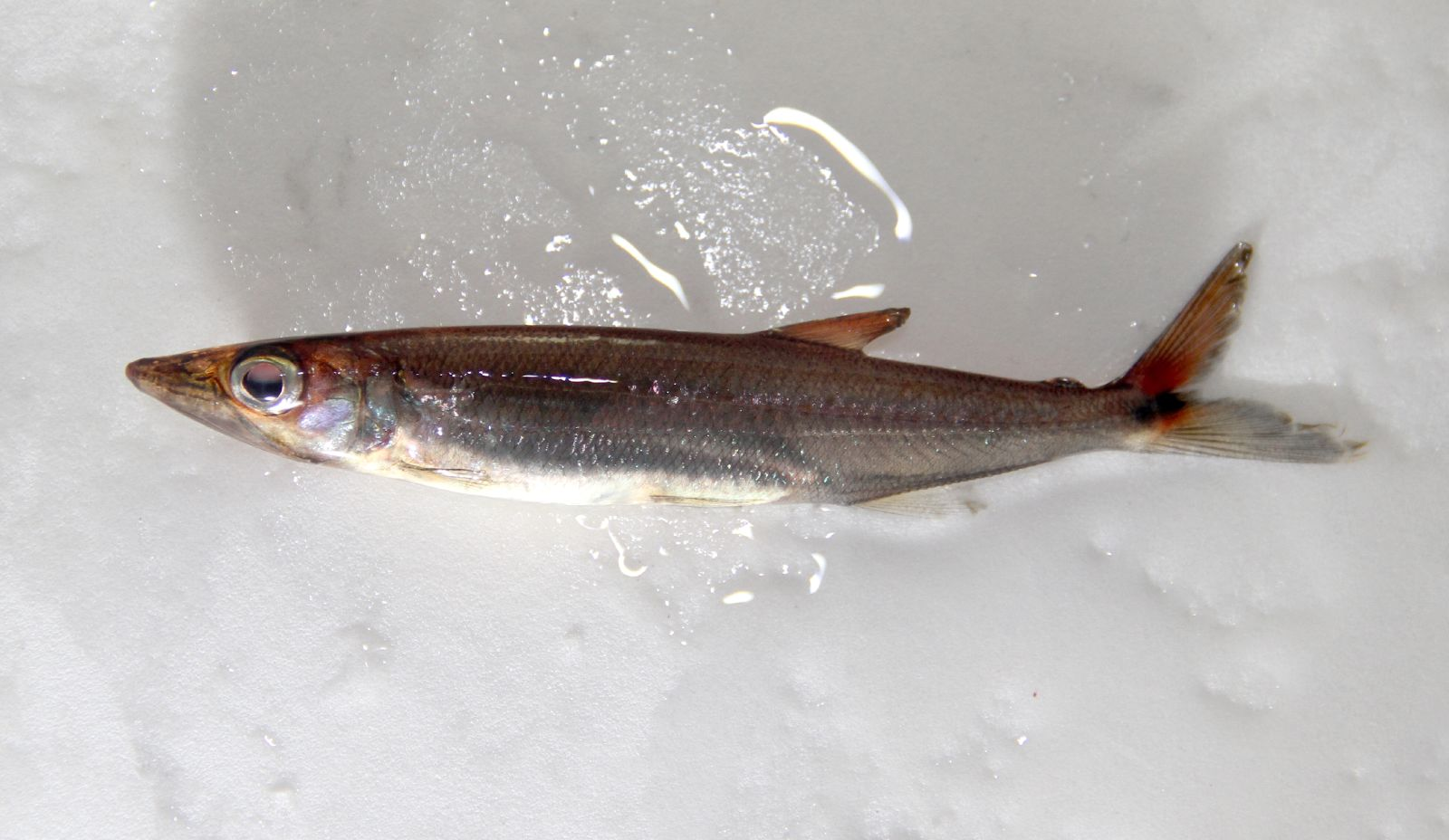
Acestrorhynchus minimus

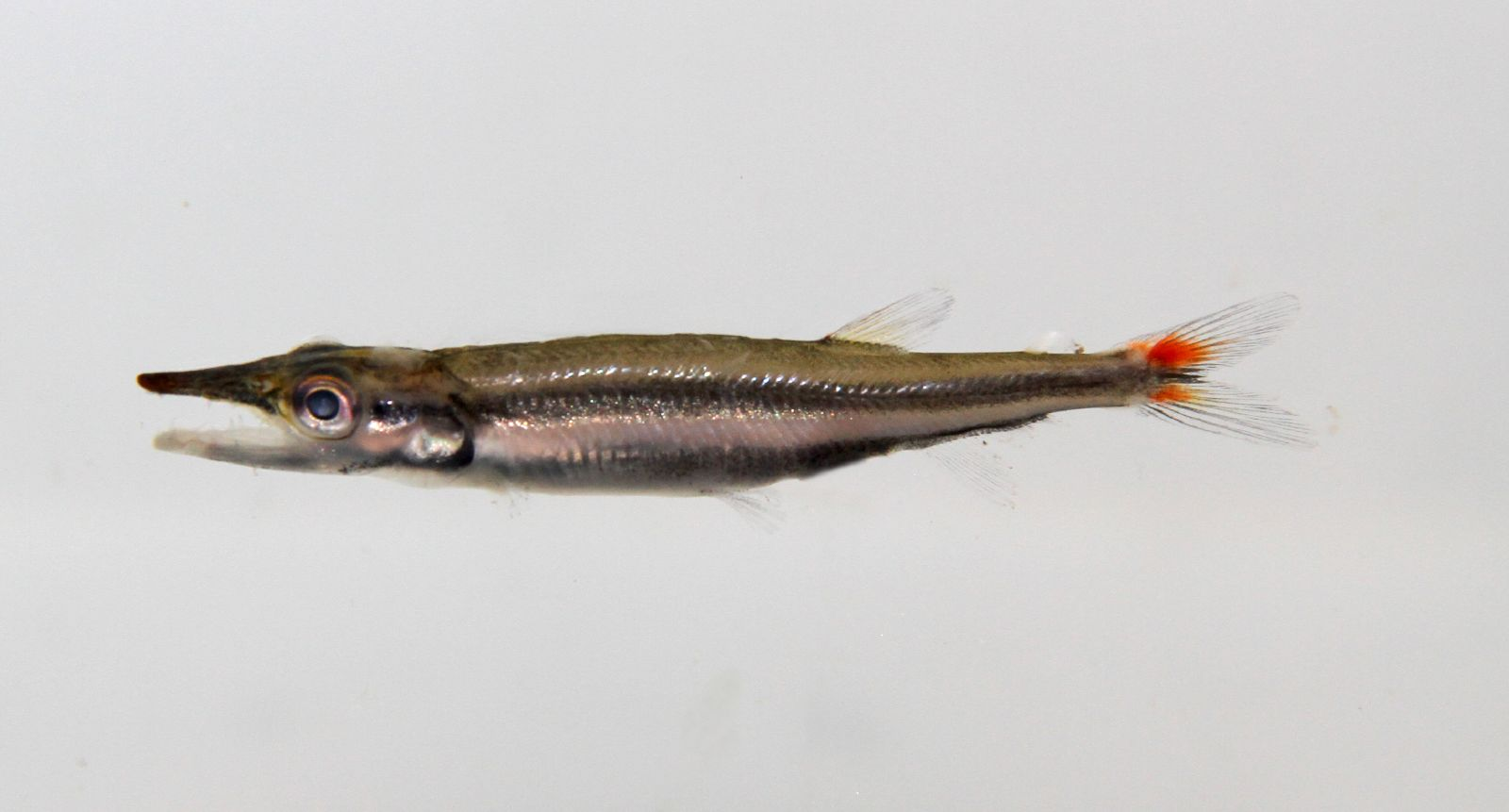
Acestrorhynchus cf. nasutus

- Acestrorhynchus abbreviatus (Cope, 1878)
- Acestrorhynchus altus (Menezes, 1969)
- Acestrorhynchus apurensis (Toledo-Piza y Menezes, 1996)
- Acestrorhynchus britskii (Menezes, 1969)
- Acestrorhynchus falcatus (Bloch, 1794)
- Acestrorhynchus falcirostris (Cuvier, 1819)
- Acestrorhynchus grandoculis (Menezes y Géry, 1983)
- Acestrorhynchus heterolepis (Cope, 1878)
- Acestrorhynchus isalineae (Menezes y Géry, 1983)
- Acestrorhynchus lacustris (Lütken, 1875)
- Acestrorhynchus maculipinna (Menezes y Géry, 1983)
- Acestrorhynchus microlepis (Schomburgk, 1841)
- Acestrorhynchus minimus (Menezes, 1969)
- Acestrorhynchus nasutus (Eigenmann, 1912)
- Acestrorhynchus pantaneiro (Menezes, 1992)